# Maja Ognjenović
Maja Ognjenović (kyrillisk skrift: Маја Огњеновић), född 6 augusti 1984 i Zrenjanin, är en serbisk volleybollspelare (passare) som under lång tid har varit en dominerande spelare i Serbiens damlandslag i volleyboll Med landslaget har hon bland annat vunnit världsmästerskapet 2018 och europamästerskapen 2011 och 2019.
Ognjenović blev olympisk silvermedaljör i volleyboll vid sommarspelen 2016 i Rio de Janeiro. och bronsmedaljör vid sommarspelen 2021 i Tokyo. Individuellt utsågs hon till bästa passare vid bland annat europamästerskapet i volleyboll för damer 2007, 2011, 2015 och 2019 och på klubbnivå vid CEV Champions League 2014–2015 och CEV Cup 2021-2022.